# مزارع الرجمة
مزارع رجمة هي منطقة محمية تقع في ليبيا.